# Jorge Seré
Jorge Fernando Seré Dulcini, plus connu sous le nom de Jorge Seré, est un footballeur uruguayen, né le 9 juillet 1961 à Montevideo. Il était gardien de but.

## Biographie
Il a notamment remporté la Copa Libertadores et la Coupe intercontinentale en 1988 et la Recopa Sudamericana et la Copa Interamericana en 1989 avec le Nacional.
Il a joué quatre matchs avec l'équipe d'Uruguay entre 1987 et 1989 avec laquelle il remporta une Copa América en 1987.

## Palmarès
- Avec Nacional :
  - Vainqueur de la Copa Libertadores en 1988.
  - Vainqueur de la Coupe intercontinentale en 1988.
  - Vainqueur de la Recopa Sudamericana en 1989.
  - Vainqueur de la Copa Interamericana en 1989.
  - Champion d'Uruguay en 1992.

- Avec l'Uruguay :
  - Vainqueur de la Copa América en 1987.